# Furacão Hilda
O furacão Hilda foi um intenso ciclone tropical que devastou áreas da Costa do Golfo dos Estados Unidos, particularmente a Luisiana. Além de seus danos no interior, o furacão interrompeu bastante a produção de petróleo offshore e, na época, foi o ciclone tropical mais caro para a produção de petróleo offshore da Luisiana. Devido em parte aos voos feitos pelo National Hurricane Research Laboratory, Hilda tornou-se uma das tempestades mais bem documentadas meteorologicamente no Atlântico. Durando sete dias como um ciclone tropical, Hilda causou US$ 126 milhões em danos e 38 mortes. Foi a décima tempestade nomeada, o sexto furacão e o quarto grande furacão da temporada de furacões no Atlântico de 1964.
Hilda se desenvolveu na costa sul de Cuba em 28 de setembro como uma depressão tropical, seguindo para o oeste em uma área de condições favoráveis e atingindo intensidade de tempestade tropical no dia seguinte. Uma vez situado no Golfo do México, Hilda se fortaleceu em um furacão e começou um lento arrasto para o norte, intensificando-se rapidamente até seu pico de intensidade com ventos de 230 km/h (140 mph) em 1 de outubro, tornando-o um furacão de categoria 4. Ocorreu um ligeiro enfraquecimento quando Hilda atingiu a costa sul da Louisiana em 3 de outubro. Depois de atingir a terra, o furacão deu uma guinada acentuada para o leste e enfraqueceu rapidamente como resultado da interação da terra e da presença de ar frio e seco. Os remanescentes enfraquecidos de Hilda se fundiram com uma frente fria um dia após o desembarque e se dissiparam em 5 de outubro.
Com origem perto de Cuba, o ciclone se intensificou enquanto se movia pelo Golfo do México e se tornou um furacão categoria quatro no Golfo do México antes de atingir a Louisiana no início de outubro. Em combinação com uma zona frontal localizada no sudeste dos Estados Unidos, o furacão espalhou fortes chuvas pelo sul através das Carolinas até os Estados do Médio Atlântico. Hilda causou danos significativos a plataformas de petróleo no Golfo do México, bem como $ 126 milhões (1964 USD) em danos e 38 mortes.

## História meteorológica
As origens de Hilda podem ser definitivamente rastreadas até uma onda tropical que atravessou o oeste do Mar do Caribe durante a última semana de setembro. No entanto, uma massa vagamente definida de nuvens a leste das Pequenas Antilhas em 23 de setembro foi potencialmente associado à formação de Hilda. Seguindo para o oeste, a área de convecção se intensificou gradualmente, com indícios de uma circulação bem definida quando o sistema rastreou o Haiti em 27 de setembro. por 1200 UTC em 28 de setembro, o distúrbio tornou-se suficientemente definido para ser classificado como uma depressão tropical ao sul de Cuba. Seguindo geralmente para o oeste, a depressão cruzou o Cabo San Antonio, Cuba em 29 de setembro, intensificando a força da tempestade tropical nessa época antes de se mover para o norte do Canal de Iucatão. Condições favoráveis para o desenvolvimento de ciclones tropicais no oeste do Caribe, incluindo a presença de temperaturas anormalmente altas na superfície do mar, permitiram o fortalecimento de Hilda.
A travessia de Hilda pelo oeste de Cuba interrompeu ligeiramente a intensificação do ciclone tropical, mas o fortalecimento foi retomado logo em seguida. Ao chegar ao Golfo do México no final de 29 de setembro, Hilda começou a mover-se bem devagar a uma velocidade média de 14 km/h (9 mph), depois de atingir o limite de intensidade do furacão em 1200 UTC em 30 de setembro. Durante esse tempo, as condições atmosféricas sobre o Golfo do México melhoraram rapidamente; um cinturão preexistente de forte cisalhamento do vento, que teria inibido o fortalecimento ciclônico, desintegrou-se coincidentemente com a passagem de Hilda pelo golfo. A intensificação rápida ocorreu em 1 de outubro, e por 0600 UTC naquele dia Hilda se tornou um grande furacão. Doze horas depois, o furacão atingiu seu pico de intensidade com ventos máximos sustentados de 240 km/h (150 mph) e uma pressão barométrica mínima de 941 mbar ( hPa ; 27,79 inHg ) com base em voos de reconhecimento. Durante esta fase, a tempestade foi centrada cerca de 560 km (350 mi) ao sul de Nova Orleans, Louisiana. Na mesma época, uma depressão anormalmente forte centrada sobre o Mississippi começou a curvar acentuadamente o movimento de Hilda em direção ao norte.

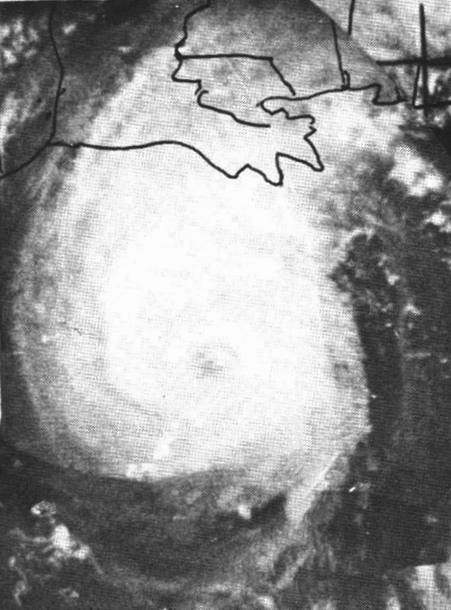
Imagem TIROS VIII de Hilda perto de Louisiana em 2 de outubro

Após o pico de intensidade, o fortalecimento adicional foi inibido devido ao surgimento de uma área de alta pressão sobre a Costa do Golfo dos Estados Unidos. A presença desse sistema injetou ar seco em Hilda, enfraquecendo gradativamente o furacão. O outrora proeminente olho da tempestade ficou nublado como resultado dessa advecção. Durante as horas da noite de 3 de outubro, por volta das 23:00 UTC, Hilda atingiu a costa central da Louisiana perto de Calumet com uma pressão mínima de 959 mbar (hPa; 28,32 inHg) e ventos máximos sustentados de 169 km/h (105 mph), fazendo um furacão categoria dois na escala de vento do furacão Saffir-Simpson dos dias modernos. O enfraquecimento rápido seguiu o desembarque como resultado do ar frio circundante; às 0600 UTC em 4 de outubro, Hilda foi rebaixado para intensidade de tempestade tropical. A mesma área de alta pressão que enfraqueceu o ciclone tropical mais tarde forçou Hilda para o leste, resultando na fusão da tempestade com uma frente fria e, assim, na transição para um ciclone extratropical mais tarde naquele dia. Esses remanescentes extratropicais continuaram a seguir para o leste antes de serem observados pela última vez perto de Jacksonville, Flórida, em 5 de outubro.

## Preparações
Os primeiros alertas ou avisos de furacão emitidos pelo Weather Bureau em associação com Hilda foram emitidos em 1 de outubro, quando a agência emitiu um alerta de furacão para a costa da Louisiana para Mobile, Alabama. Isso levou o Departamento de Segurança Pública do Texas a emitir um alerta de espera para a costa do Texas. Em 3 de outubro, o Weather Bureau atualizou o alerta para um aviso de furacão e o expandiu para incluir todo o Texas Coastal Bend a leste de Mobile, Alabama. À medida que Hilda se aproximava da costa, o escopo do aviso foi reduzido para incluir apenas áreas da costa do golfo da Louisiana a leste de Mobile, Alabama e um aviso de vendaval para uma extensão da costa do golfo dos Estados Unidos, de Mobile Bay a Panama City, Flórida. Na tarde de 4 de outubro, os alertas de furacão foram reduzidos, mas os alertas de vendaval permaneceram em vigor.
Evacuação de plataformas de petróleo offshore começou já em 29 de setembro. A maioria dos 2.000 trabalhadores do petróleo foram evacuados em 30 de setembro e 1 de outubro. Ao longo da Costa do Golfo dos Estados Unidos, aproximadamente 150.000 pessoas evacuadas. O Escritório de Defesa Civil dos EUA e três companhias da Guarda Nacional da Louisiana foram designados para áreas da costa para acelerar o processo de evacuação. As áreas ao longo do Lago Pontchartrain foram quase totalmente evacuadas. Vagões reaproveitados foram usados para mover 3.400 evacuados para o norte de Nova Orleans e Franklin, Louisiana. Uma ordem de evacuação obrigatória foi colocada para um 37 km (23 mi) da costa da Paróquia de St. Mary, Louisiana, com ônibus auxiliares auxiliando na evacuação de refugiados para Opelousas, Louisiana. A Cruz Vermelha dos Estados Unidos transportou 10.000 camas para centros de evacuação em Opelousas para servir os evacuados. Morgan City e Cameron, Louisiana foram locais de êxodo em massa com Hilda se aproximando da costa. A evacuação de Cameron foi interrompida pela falta de uma ponte sobre a Intracoastal Waterway e, portanto, teve que ser conduzida por balsa. Cabeças de gado estavam entre os evacuados da paróquia de Cameron com medo de uma repetição do furacão Audrey, que matou 35.000 gados. Da mesma forma, todos os residentes de Pecan Island, Louisiana, foram evacuados. Em Grand Isle, Louisiana, aproximadamente 80% da população evacuada.
Embora não diretamente ameaçados por Hilda, os residentes de Sabine Pass, Texas, foram evacuados para cidades próximas com medo de que as estradas que ligam a cidade ao continente possam ser cortadas pela tempestade do furacão. Uma plataforma permanente de perfuração offshore 48 km (30 mi) na costa de Galveston, Texas foi trazido de volta para a costa. Escolas ao longo da costa da Louisiana, incluindo Nicholls State University e Tulane, foram suspensas em antecipação ao furacão. Em Jackson, Mississippi, um escritório federal de desastres foi aberto para coordenar os esforços de preparação e socorro para o Mississippi. A Comissão de Energia Atômica dos Estados Unidos atrasou a detonação de uma bomba nuclear no Tatum Salt Dome, perto de Hattiesburg. A Marinha dos Estados Unidos despachou aviões de suas estações aéreas em Meridian, Mississippi e Nova Orleans, Louisiana, em antecipação a Hilda.

## Efeitos

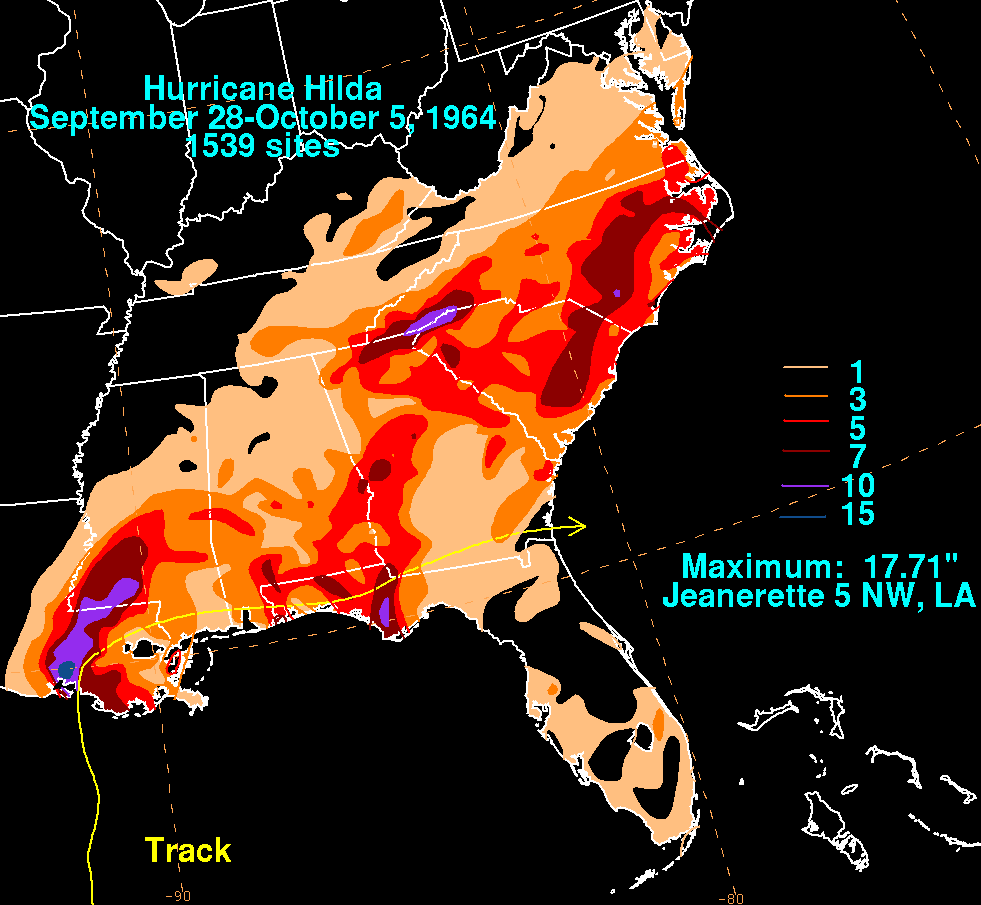
Totais de precipitação de Hilda nos Estados Unidos

O navio a motor ornelia B III, transportando um caminhão no convés, encontrou as ondas e ventos fortes de Hilda ao atravessar o Golfo do México, resultando no lançamento do caminhão ao mar. Enquanto Hilda seguia para o norte através do Golfo do México, a tempestade ameaçou cerca de US $ 350 milhões em instalações de perfuração offshore de petróleo. Hilda se tornaria o ciclone tropical mais destrutivo para a indústria de petróleo offshore da Louisiana no momento de seu impacto, acumulando perdas de mais de $ 100 milhão. Ventos fortes e ondas fortes destruíram treze plataformas de petróleo e danificou cinco além do reparo. Todas as plataformas de petróleo perdidas, exceto uma, foram construídas para resistir a uma " tempestade de 25 anos ", com a outra construída para resistir a uma "tempestade de 100 anos". Derramamentos de óleo resultantes das plataformas afetadas liberados 11.869 barris de petróleo bruto no golfo. Apesar da evacuação generalizada de plataformas de perfuração offshore, o 14 tripulantes do Ocean Driller conseguiram enfrentar a tempestade, às vezes suportando ventos de até 190 km/h (120 mph).

### Estados Unidos

#### Costa do Golfo

##### Luisiana
A maioria das mortes associadas a Hilda na Louisiana foi resultado de tornados gerados pelo furacão em suas bandas de chuva periféricas externas e linhas de instabilidade, que começaram a se espalhar pela região em 3 de outubro. Seis tornados e duas trombas d'água ocorreram na Louisiana devido ao furacão. Apesar de rastrear por apenas 1–1.5 mi (1.6–2.4 km) perto de Larose, Louisiana, um violento tornado F4 matou 22 pessoas e feriu 165 outros, destruindo 35 casas no processo. Automóveis no caminho do tornado também foram danificados. Detritos recolhidos pelo tornado foram encontrados 26 km (16 mi) na área de Coteau-Bayou Blue, ou 3 milhas a leste de Houma. Este foi o segundo de apenas dois tornados violentos gerados por um furacão, sendo o primeiro vindo do furacão Carla em 1961. Nenhum outro tornado no estado resultou em mortes, embora vários tornados na área metropolitana de Nova Orleans tenham causado grandes danos a vários automóveis e edifícios e feridos cinco. Os mesmos tornados também derrubaram linhas de energia, desligando a energia em áreas localizadas. KLEB foi retirado do ar como resultado dessas interrupções.
Os dados das áreas mais atingidas ao longo da costa central da Louisiana permanecem escassos devido à pequena densidade populacional da área. A onda de tempestade não oficialmente atingiu o pico em 3.0 m (10 ft) no Point Au Fer Reef Light. Na foz do rio Mississippi, as marés chegavam a 1.8 m (6 ft) acima do nível médio do mar. O relatório de vento mais forte foi de Franklin, Louisiana, onde uma estação registrou ventos sustentados de 190 km/h (120 mph). Perto da costa em Erath, um 38 m (125 ft) a torre de água alta sucumbiu aos ventos fortes de Hilda e desabou sobre uma prefeitura adjacente, onde a defesa civil estava operando. O incidente resultou na morte de oito e seis feridos. Embora não houvesse estações para relatar a intensidade dos ventos em Erath, os ventos 9.7 km (6 mi) em Abbeville chegou a 180 km/h (110 mph). A curva acentuada de Hilda para o leste após o desembarque e a advecção de ar frio do norte resultaram em rajadas de vento sobre a área de Nova Orleans, fazendo com que as ondas quebrassem e se espalhassem pelo paredão que protegia a cidade do Lago Pontchartrain. A inundação resultante da orla danificou os acampamentos de pesca e outras propriedades costeiras. Em outras partes do sudeste da Louisiana, ventos fortes arrancaram nozes e outras nozes das árvores.
Apesar da intensidade de Hilda em terra firme, muitos dos danos atribuídos ao furacão foram resultado de fortes chuvas associadas à tempestade e sua interação com um limite frontal próximo. A precipitação causada pela tempestade atingiu o pico de 450 mm (17.71 in) a noroeste de Jeanerette. Os ventos fortes e a chuva causaram grandes danos às colheitas; 98% da safra de açúcar da Louisiana sofreu algum tipo de dano. Embora a maior parte da safra de algodão do estado tenha sido colhida antes da chegada de Hilda, as fortes chuvas achataram o algodão não colhido no sul da Louisiana, resultando em US$ 10 milhões em danos. No geral, os efeitos de Hilda na Louisiana destruíram ou danificaram fortemente quase 2.600 residências e infligiu pequenos danos a mais 19.000. A Cruz Vermelha dos Estados Unidos estimou que cerca de 5.000 pessoas ficaram feridas e dessas 357 foram hospitalizados.

##### Em outro lugar
| Estado            | máximo            | Localização                         | Notas  |
| ----------------- | ----------------- | ----------------------------------- | ------ |
| Luisiana          | 450 mm (17.71 in) | NO de Jeanerette                    | [ 28 ] |
| Geórgia           | 323 mm (12.73 in) | S de Waynesboro                     | [ 29 ] |
| Mississippi       | 319 mm (12.57 in) | Aeroporto do Condado de McComb-Pike | [ 28 ] |
| Carolina do Sul   | 305 mm (12.02 in) | Caesars Head                        | [ 29 ] |
| Carolina do Norte | 296 mm (11.66 in) | Lago Toxaway                        | [ 29 ] |
| Alabama           | 226 mm (8.91 in)  | NNW da cidade de Phenix             | [ 28 ] |
| Tennessee         | 155 mm (6.12 in)  | Copperhill                          | [ 29 ] |
| Virgínia          | 139 mm (5.48 in)  | Diamond Springs                     | [ 30 ] |
| Maryland          | 73 mm (2.86 in)   | Crisfield e SO de Leonardtown       | [ 30 ] |
| Delaware          | 42 mm (1.64 in)   | Dover                               | [ 30 ] |

Os efeitos no Texas foram mínimos, com rajadas chegando a 72 km/h (45 mph) perto de High Island, Texas e áreas do estado que recebem no máximo vestígios de precipitação. Os danos foram limitados às porções da costa que foram atingidas por uma pequena tempestade com pico de 1.2 m (3.9 ft) acima do nível médio do mar em Freeport. Alguns cais e estradas de praia arteriais adjacentes à costa foram danificados. Partes da Texas State Highway 87 na Península Bolívar foram inundadas pelas águas da enchente. Danos materiais menores ocorreram e nenhuma pessoa ficou ferida no Texas. Rastreando as áreas do sul do Mississippi, Hilda e mais tarde seus remanescentes trouxeram chuvas torrenciais para as partes central e sul do estado. O Aeroporto do Condado de McComb-Pike recebeu 319 mm (12.57 in) de chuva, o maior total de precipitação em todo o estado. As fortes chuvas resultaram em totais recordes de precipitação para o mês de outubro em vários locais e inundações repentinas. No entanto, a maioria dos danos no estado foi resultado de ventos fortes do norte, que causaram quedas de energia e foram destrutivos para as safras de noz-pecã e milho do estado, que estavam próximas da colheita. As plantações de algodão colhidas antes da passagem de Hilda foram amplamente danificadas. Quedas de energia estragaram 460 circuitos telefônicos e mais de 30.000 telefones individuais. Ventos fortes também arrancaram e derrubaram árvores e seus galhos, além de cerca de 61 m (200 ft) alto mastro de rádio perto de Moss Point, Mississippi. Como resultado de Hilda, 20 pessoas ficaram feridas e os danos ultrapassaram $ 50.000. Três desses ferimentos foram resultado de um tornado que atingiu áreas do condado de Pearl River, destruindo uma casa, dois celeiros e uma estação de bombeamento. Em todo o Mississippi, mais de 14.000 casas foram danificadas, das quais 3.000 foram fortemente danificados ou completamente destruídos.
Interagindo com uma frente fria enquanto atravessava o Alabama, os restos de Hilda causaram rajadas de até 130 km/h (80 mph) nos condados de Mobile e Baldwin, derrubando linhas de telecomunicações, arrancando árvores e quebrando janelas. Os cais que revestem Mobile Bay foram destruídos ou danificados. Cinco pessoas ficaram feridas nesses dois condados. Ventos fortes nos condados de Russell e Lee danificaram ou destruíram vários edifícios, ferindo quatro. Além dos ventos em linha reta, três tornados ocorreram em seis condados do Alabama, com um ferindo três pessoas depois de danificar cinco casas, um hospital e uma fábrica. Embora a precipitação tenha atingido um pico bem no interior em 226 mm (8.91 in), os danos resultantes da chuva limitaram-se à costa, onde a combinação de marés altas e chuva resultou numa pequena inundação costeira. Enquanto os remanescentes de Hilda atravessavam o Panhandle da Flórida em 4–5 de outubro, ondas fortes foram produzidas, com marés altas causando uma pequena inundação ao longo da costa da Flórida. Uma pessoa se afogou nas altas ondas produzidas pela tempestade de Pensacola, Flórida, em 4 de outubro. As rajadas no oeste e norte da Flórida produziram chuvas fortes, com um máximo ocorrendo em Wewahitchka, que recebeu 315 mm (12.42 in). A precipitação produziu inundações localizadas na área de Tallahassee. As rajadas também produziram ventos fortes, às vezes com rajadas de 97 km/h (60 mph) perto de Pensacola. Uma estação na Estação Aérea Naval de Pensacola marcou 95 km/h (59 mph) rajada. Esses ventos causaram danos menores, limitados a árvores arrancadas e galhos quebrados.

#### Costa leste
As chuvas dos remanescentes de Hilda se estenderam até o nordeste de Delaware como resultado dos remanescentes interagindo com um limite frontal que se estendia pela costa leste dos Estados Unidos. Chuvas extremamente torrenciais caíram sobre a Geórgia, com pico de 323 mm (12.73 in) ao sul de Waynesboro. Os maiores totais de precipitação ocorreram nas extremidades do nordeste do estado, onde totais generalizados de 200 mm (8 in) ou superior foram relatados. As chuvas resultaram em inundações repentinas, causando grandes danos às estradas e outras infraestruturas em toda a Geórgia. O excesso de água da enchente fez com que os córregos transbordassem de suas margens. Pelo menos 30 pontes foram arrastadas por esses riachos cheios e várias estradas municipais foram destruídas. Os danos mais consideráveis foram relatados no nordeste da Geórgia, coincidindo com os totais de alta precipitação lá. Os danos apenas no condado de Rabun ultrapassaram US $ 100.000. Além dos danos à infraestrutura, milhares de hectares de terras agrícolas foram inundados.
Chuvas torrenciais continuaram para nordeste, para as Carolinas, com precipitação em todo o estado a atingir um pico de 296 mm (11.66 in) e 305 mm (12.02 in) em Norte e Carolina Do Sul, respectivamente. As chuvas na Carolina do Norte exacerbaram as condições de inundação preexistentes que anteriormente haviam causado danos agrícolas e de infraestrutura generalizados, bem como a erosão do solo. Embora não sejam diretamente resultado dos Remanescentes de Hilda, eles provavelmente foram influenciados pela interação da tempestade com uma fronteira frontal. Os rios e córregos já transbordantes aumentaram ainda mais, atingindo níveis quase recordes. Raleigh inundações graves e cerca de 4.000 as pessoas foram forçadas a evacuar as suas casas devido a inundações perigosas. Dois carros em regiões montanhosas foram arrastados para áreas inundadas durante as inundações, resultando em uma morte. Vários tornados em seis condados também foram relatados, ferindo dois. Foram notificados extensos danos causados pelo vento em Condado Wayne.
Fortes chuvas na Carolina do Sul a partir de 4-6 de outubro resultou em inundações localizadas, particularmente perto de riachos. Nas regiões montanhosas, o escoamento da precipitação fez com que o Keowee, Saluda e afluentes do rio Broad aumentassem, inundando e causando danos substanciais a terras agrícolas e estradas adjacentes, além de romper várias pequenas barragens. A inundação provocou deslizamentos de terra, matando uma pessoa. Os condados nas planícies costeiras da Carolina do Sul também sofreram danos em terras agrícolas, estradas e residências devido às fortes chuvas.

## Retirada da lista
Após a temporada, o nome Hilda foi retirado, tornando-se o décimo quarto ciclone tropical atlântico a ter seu nome retirado e o terceiro desde 1964. Foi substituído por Hannah na temporada de 1968.